# 宗广
宗广（?—?），袁宏《後漢紀》作宋广，荊州南陽郡人，东汉初期政治人物。　

## 生平
| 姓名         | 宗广                              |
| 時代         | 新朝 - 东汉時代                   |
| 生没年       | 〔不詳〕                          |
| 字・別号     | 〔不詳〕                          |
| 出身地       | 荊州南陽郡                        |
| 職官         | 領信都太守事〔更始〕→尚書〔东汉〕 |
| 爵位・号等   | -                                 |
| 陣营・所属等 | 更始帝→光武帝                     |
| 家族・一族   | 〔不詳〕                          |

更始二年（24年），信都太守任光迎接征伐河北王郎的劉秀（汉光武帝）入信都郡，任光担任左大将軍、武成侯，宗广領信都太守事，任光出征时，宗广留守信都郡守備。劉秀軍出征时，信都大姓馬寵迎入王郎軍，宗广和同僚李忠妻子、母亲都被捕拿。更始帝派謝躬率軍奪還信都，救出宗广和李忠的妻子、母亲。
建武元年（25年），光武帝派大司徒鄧禹討伐更始帝軍、赤眉軍，進攻三輔。属下驍騎将軍馮愔、車騎将軍宗歆在右扶風栒邑互争，馮愔殺害宗歆，反叛鄧禹。鄧禹派遣使者告知光武帝。光武帝察知馮愔、黄防不和之事，光武帝派使者回来说“馮愔護軍黄防，必能擒获馮愔”。
光武帝派遣尚書宗广持符節，黄防投降。一月余，黄防擒获馮愔，率部下归降，認罪。这時，原更始帝属下投降赤眉軍的王匡、胡殷归顺宗广，返回洛陽。途中在河東郡安邑，王匡、胡殷想要逃亡，宗广将二人捕杀。馮愔跟随宗广回到洛陽，赦免未杀。
建武二年（26年），光武帝命令宗广斬杀軍令違反的大司空王梁。宗广不忍斬杀，收容王梁以獄車護送回洛陽，王梁被赦免。之后，宗广之名不見史書。